# 31 janvier 1964
Le vendredi 31 janvier 1964 est le 31e jour de l'année 1964.

## Naissances
- Jeff Hanneman (mort le 2 mai 2013), musicien, auteur-compositeur américain
- Wendy Ingraham, triathlète américaine
- René Badeau, joueur professionnel de hockey sur glace canadien
- Miguel España, footballeur mexicain
- Ichirō Matsui, homme politique japonais
- Hasso Krull, poète, essayiste et traducteur estonien
- Sylvie Bernier, plongeuse canadienne
- Oto Haščák, joueur professionnel de hockey sur glace slovaque
- Pascal Béraud, joueur et entraîneur français de rugby à XV
- Gilles Bourguignon, joueur de rugby à XV
- Nils Muižnieks, défenseur des droits de l'homme letton

## Décès
- Henri Gautruche (né le 4 avril 1885), architecte de la ville de Paris
- Kanych Satpaïev (né le 31 mars 1899),
- Vladimir Ionessian (né le 27 août 1937), tueur en série soviétique

## Autres événements
- Sortie française du film Le Grand McLintock
- Sortie des films Françoise ou la Vie conjugale et Jean-Marc ou la Vie conjugale
- Le Pont de Saint-Étienne de La Salvetat-sur-Agout fait l’objet d’une inscription au titre des monuments historiques
- Le domaine de la Vallée-aux-Loups fait l’objet d’une inscription au titre des monuments historiques
- le Convention People's Party (CPP) devient parti unique au Ghana après un référendum[1].